# Ale (bier)
Ale, ook wel het aal genoemd, is het resultaat van bierbrouwen, zoals men dat in het Verenigd Koninkrijk en Ierland kent. De ingrediënten en het brouwproces zijn nagenoeg hetzelfde als bij het brouwen van pils. Het verschil zit vooral in het feit dat bij de gekiemde gerst (mout) ook een deel geroosterde gerst wordt toegevoegd. De toevoeging van geroosterde gerst is verantwoordelijk voor de amber- of koperachtige kleur van het bier. Bovendien is ale per definitie bovengistend, terwijl pils ondergistend is.
Wanneer de mout en de geroosterde gerst zijn samengevoegd vervolgt men het proces bij de stap brouwen.
De oorsprong van het brouwen van ale ligt in Groot-Brittannië. Deze traditie is later overgewaaid naar België en Nederland. Ale staat hier bekend onder de naam 'Amber', in België ook als "speciale" (vb. Palm Speciale, De Ryck Speciale) of speciale belge (De Koninck) en dikwijls met het achtervoegsel ale in de naam (vb. Op-Ale, Ginder-Ale, Horse-Ale).

## Varianten
Er bestaat een aantal varianten op de standaard-ale. De variaties ontstaan door de samenstelling van het moutmengsel en de toegevoegde geroosterde gerst te variëren, door bijvoorbeeld extra suikers of een andere bewerking van gerst, bijvoorbeeld gerst toe te voegen die gedroogd is boven open vuur volgens de Schotse traditie.
- Brown ale
- Cream ale
- Irish red ale (bijvoorbeeld Beamish Red, Kilkenny, Murphy's, Smithwick's Ale, Heineken Kylian)
- Mild ale
- Old ale
- Pale ale (bijvoorbeeld Palm Speciale, De Koninck)
  - Classic pale ale
  - India Pale Ale
  - American pale ale
- Strong Ale
  - English old ale
  - Scottish ale

## Terminologie
In België wordt ale vaak als specifieke benaming gebruikt voor donkerblonde of amberkleurige, voornamelijk Brabantse doordrinkers van het type Palm, Bolleke, Vieux-Temps, Ginder Ale e.d. Ze worden ook Spéciale belge genoemd.
In Engelstalige landen wordt in principe elk bovengistend bier tot de ales gerekend - met inbegrip van bijvoorbeeld Belgisch abdijbier, dat in België zelf nooit met deze term wordt aangeduid. Ondergistend bier wordt in Engelstalige landen lager genoemd.